# Уильямс, Тони (певец)
Сэмюэл Э. «Тони» Уильямс (англ. Samuel E. "Tony" Williams; 5 апреля 1928, Элизабет, штат Нью-Джерси, США — 14 августа 1992, Нью-Йорк, США) — ведущий певец группы The Platters с 1953 по 1960 год. 

## Биография
Его сестра, R & B-певица Линда Хейз, сыграла важную роль в том, что Уильямс стал членом Platters, которые были найдены и раскручены Баком Рамом. На выпущенной лейблом Mercury Records грампластинке с песней Platters «My Prayer», Уильямс был включён в список исполнителей как «Тони Уилсон». В результате спора о деньгах Уильямс покинул Platters, чтобы заняться сольной карьерой, и продолжил работу с Рамом.
Был введён в Зал славы рок-н-ролла в качестве члена Platters в 1990 году. Выступал со своей собственной версией Platters, известной как International Platters, с участием его жены Хелен Уильямс. Музыкальный руководитель Уильям Гулино работал с Тони Уильямсом и Platters с 1978 по 1992 год.